# Bristol, Florida
Bristol är administrativ huvudort i Liberty County i den amerikanska delstaten Florida. Orten har fått sitt namn efter Bristol i England. Liberty County grundades 1855. Orten som utsågs till countyts administrativa huvudort hette då Riddeysville och hörde till Gadsden County. Namnbytet till Bristol skedde 1858 i samband med att markområdet där orten ligger anslöts till Liberty County. Ursprungligen hette Bristol Ricoe's Bluff.
En lokal legend har med Edens trädgård att göra. E.E. Callaway, som var bosatt i Bristol, påstod sig ha hittat den i närheten av orten. År 1966 gav han ut en bok, In The Beginning, som innehåller påståendet att Edens trädgård ligger någonstans mellan Bristol och Chattahoochee.